# Il magnaccio
Il magnaccio è un film del 1969 diretto da Franco De Rosis.

## Trama
Laura, una prostituta, ama il suo protettore Sergio, che però la maltratta fino al punto di farla diventare cieca per le botte subite.